# 村岡隆明
村岡 隆明（むらおか たかあき、1962年〈昭和37年〉12月5日 - ）は、日本の政治家。宮崎県えびの市長（4期）。元えびの市議会議員（3期）。

## 来歴
鹿児島県姶良郡吉松町（現：湧水町）出身。鹿児島県立出水高等学校卒業。1985年（昭和60年）3月、近畿大学理工学部卒業。ビークルアドバタイジング社に入社。
1999年（平成11年）11月3日、えびの市議会議員に就任。以後市議を3期務める。
2009年（平成21年）6月20日、えびの市長の宮崎道公が、市の発注の土木事業で入札前に予定価格を地元業者に漏らしたとして、競売入札妨害容疑の疑いで逮捕された。宮崎は9月17日付で辞職。これに伴って10月12日に行われた市長選挙に出馬し、元市職員の候補者を破り初当選を果たした。
2013年（平成25年）9月22日に行われた市長選に自民党えびの支部・公明党の推薦を受けて出馬。返り咲きを図る宮崎道公ら2候補を破り、再選。2017年（平成29年）9月24日に行われた市長選に自民党えびの支部・公明党の推薦を受けて出馬。福岡県福岡市の会社社長（元えびの市議会副議長の子息）を破り、3選。2021年9月12日に行われた市長選挙で増田博美を破り4選。
2024年（令和6年）12月9日、われた市長選挙5選不出馬表明。

## 市政
- 2021年（令和3年）12月1日、LGBTなど性的少数者のカップルが婚姻に相当する関係にあると認める「パートナーシップ宣誓制度」を導入した[7]。

## 不祥事

### 公職選挙法で禁じられている印刷の年賀状を送付
2023年11月、公職選挙法で禁じられている、印刷された年賀状を市民に送っていたことが分かった。同法では自筆の答礼を除き、政治家が選挙区内にあいさつ状を出すことを禁じているが、市議会議員に初当選した1999年以降、年賀状の答礼として出した毎年20人前後に年賀状を送っていたという。村岡は「認識が甘かったと深く反省している。今後は直筆に改めたい」と話した。